# Castel Wiespach
Castel Wiespach (Schloss Wiespach in tedesco) si trova nel comune austriaco di Hallein nell'omonimo distretto appartenente al Land Salisburghese e la sua costruzione risale al XIII secolo.

## Storia

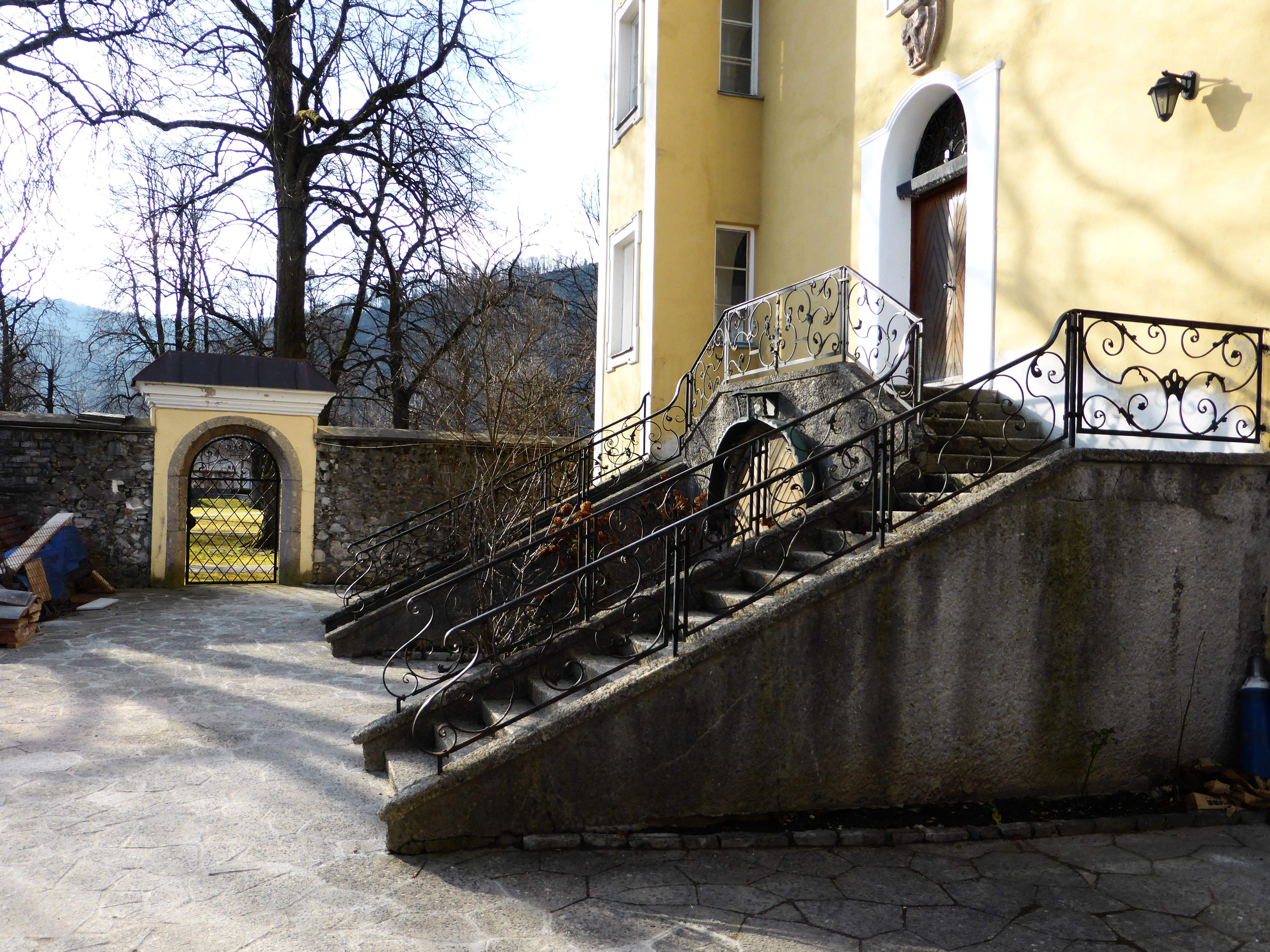
Particolare del cortile, del cancello di accesso e della elaborata scala esterna

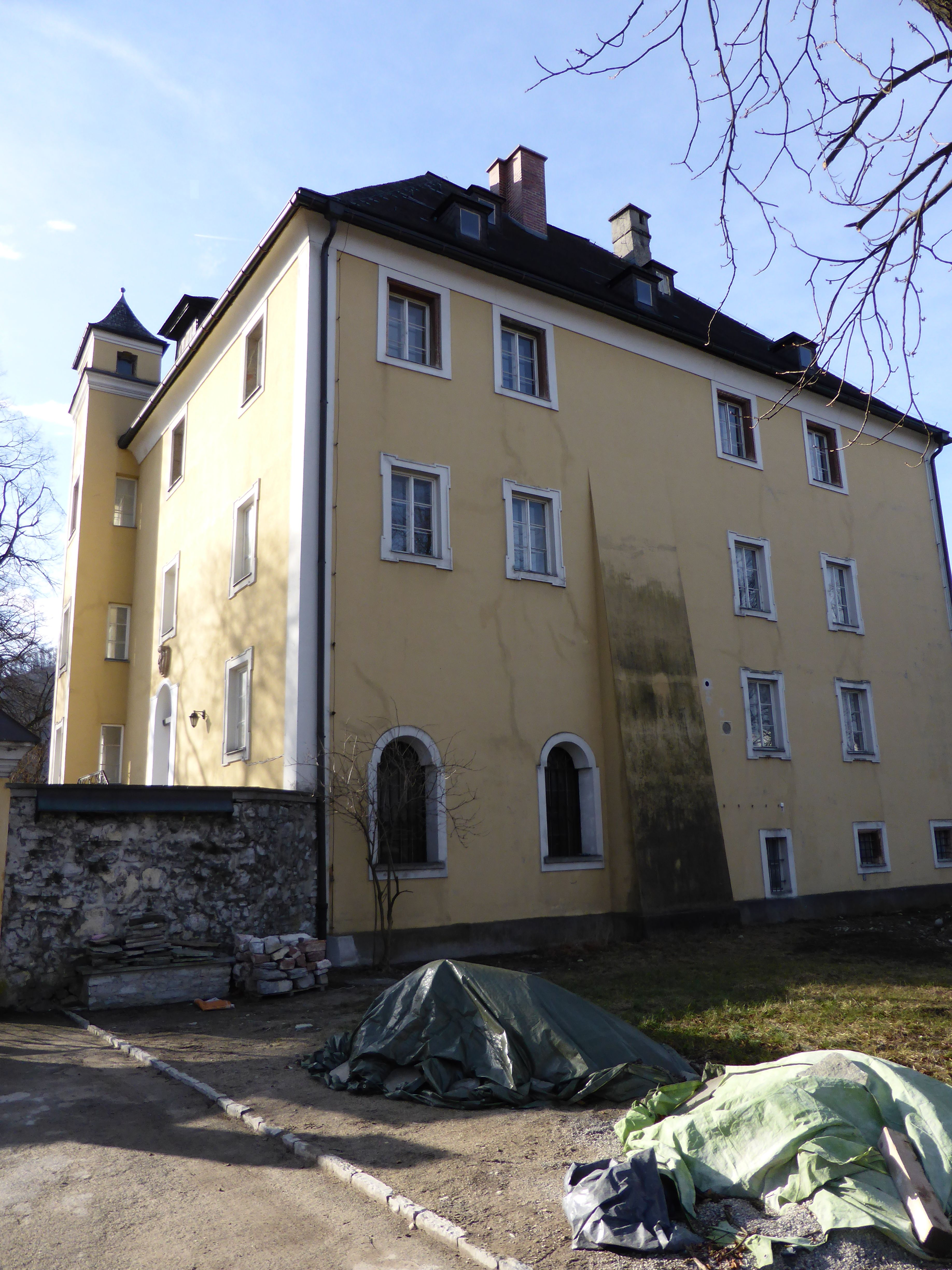
facciata del castello

Il castello venne edificato per motivi strategici e nei primi tempi fu feudo dell'arcivescovo di Salisburgo. La famiglia Wiespach risale alla seconda metà del XIII secolo e il maniero fu menzionato per la prima volta in un documento nel 1434. Nel 1475 fu venduto a Wilhelm Schermer poi, nel 1476, subentrarono Georg Kölderer von Höch e Urstein che ne disposero la trasformazione in residenza con torri sui lati est e ovest. Nel 1555 lo ottenne in feudo la famiglia Rettinger che poi rinunciò, nel 1569, in favore di Hercules Rettinger, vescovo di Lavant dal 1556. Alla sua morte continuarono i cambi di feudo e proprietà che passarono ai von Oehsenfeld, ai Frankmann, ai von Giles. Nel 1633 fu ceduto per problemi economici al colonnello Johann Thomas von Prisigell che fu infeudato il 10 maggio 1639. Il colonnello vendette la proprietà dieci anni dopo a Christoph Pauernfeind von Eys, che fu infeudato il 22 gennaio 1648. Continuarono i cambi tra i signori del castello e Veit Rupert Staudacher ereditò la tenuta nel 1685, nel 1746 seguì suo cugino Paris Ignaz Gottlieb Staudacher poi fu la volta del conte Leopold Prankh acquistò nel 1760. Nel 1816 per altri dissesti economici fu messo all'asta con la tenuta e gli edifici adiacenti. Perse le sue caratteristiche feudali diventando proprietà libera e fu acquistato il 28 agosto 1816 da Klement Perger e sua moglie Antonia Simböck. Nel 1878 lo comprò il conte Daniel Esterhazy e dieci anni dopo fu venduto a Franz e Johanna Steinbacher. Franz Steinbacher divenne l'unico proprietario nel 1954 e quattro anni più tardi venne acquisito dal comune di Hallein che lo sottopose a un'ampia ristrutturazione che fece perdere molti degli arredi storici. Vi fu allestito un ostello della gioventù con grande piscina all'aperto e dal 2010 è stato rilevato dalla Gabriela e Claus Spruzina quindi completamente ristrutturato.

## Descrizione
Il castello si trova a nord del centro abitato del comune austriaco di Hallein nel Distretto di Tamsweg appartenente al Land Salisburghese in direzione di Oberalm. L'edificio ha conservato la forma della torre quadrata tipica dei castelli di Salisburgo del XIII secolo e mantiene ancora componenti gotiche. L'aspetto degli esterni risale in gran parte al 1700 compresa la cappella. Dopo i restauri del 1957 e del 1970 di rilevante dal punto di vista storico ed artistico sono rimasti il portale e l'inferriata in ferro battuto della lunetta sovrastante. Al piano terra dell'edificio principale si trova in un angolo la cappella del castello risalente al 1607 con rifacimenti rifacimenti tardo settecenteschi. La struttura dell'altare è tardo barocca e la pala d'altare raffigura il Sangue di Cristo. L'immagine sopra, raffigura San Dionisio. La cappella è stata restaurata nel 2015.

### Bene architettonico tutelato
Castel Wiespach in Austria è un bene sottoposto a tutela artistica col numero 4846.